# Ірина Скай
Ірина Скай (англ. Irina Sky; нар. 29 листопада 1977, Україна) — колишня українська порноакторка.
Потрапила в порноіндустрію у 29 років. Знімалася з 2006 по 2007 рік.

## Фільмографія
- Women Seeking Women 37
- Rawditions 2
- Pussy Worship 2
- Panty Party 2
- Night Shift Nurses: Escort Service
- MILF Hunter 2
- Make Love To My Ass
- Graigslist
- Goo Girls 26
- Girl Talk
- Cherry Lickers 3
- Auto Bang Sluts 1